# TXNL1
TXNL1‏ (Thioredoxin like 1) هوَ بروتين يُشَفر بواسطة جين TXNL1 في الإنسان.